# Ángel María de Rosa
Ángel María de Rosa (Junín, Buenos Aires, Argentina; 12 de febrero de 1888 - Buenos Aires, Argentina; 26 de febrero de 1970) fue un artista que se destacó en escultura. Se lo conoció como el escultor de la serenidad, y el Museo Municipal de Arte de Junín lleva su nombre.

## Trayectoria
Ángel María de Rosa cursó sus primeros estudios formales en la Sociedad Estímulo de Bellas Artes, luego en la Academia que se encontraba en el Bon Marché, en la que eran profesores Ernesto De la Cárcova y Pío Collivadino.
Más tarde viajó a Italia, donde estudió en la Real Academia de Florencia hasta los 21 años, para luego regresar a Buenos Aires, siendo becado por el gobierno argentino para continuar sus estudios en el Real Instituto Superior de Bellas Artes de Roma, licenciándose en 1913.
De Rosa es el autor del monumento a Leandro N. Alem inaugurado en 1918 en la plaza homónima de Junín.
En 1928 expuso en Roma una serie de obras en mármol y bronce, y el mismo año se exhibieron 21 esculturas -casi todas en bronce- en el Centro de Arte de Nueva York, en forma simultánea con pinturas de Benito Quinquela Martín.
Algunas de las distinciones que obtuvo fueron: primer premio del Ministerio de Instrucción Pública de Italia en 1913; primer premio en la Exposición Internacional de San Francisco por su obra "La Visionaria", en 1915 y diversos premios en los Salones Nacionales Argentinos de la primera mitad del siglo XX.
Algunos de sus amigos fueron Héctor Cartier, Juan Donato Comuni, Pío Collivadino y especialmente Benito Quinquela Martín, quien fuera invitado por primera vez para exponer en Roma gracias a las gestiones de Ángel María de Rosa.